# Cima Portule
Cima Dodici – szczyt w paśmie Prealpi Vicentine, w Alpach Wschodnich. Leży na granicy regionów Trydent-Górna Adyga i Wenecja Euganejska, w północnych Włoszech.